# Utetheisa bella
Utetheisa bella is een vlinder uit de familie van de spinneruilen (Erebidae) en de onderfamilie van de beervlinders (Arctiinae). Hij komt verspreid over het oosten van Noord-Amerika voor. Een waarneming uit 1948 in Pembrokeshire betreft vermoedelijk een adventief. De spanwijdte is 33-46 millimeter.
De waardplanten zijn Crotalaria, Melilot en soms Comptonia. De rups is minder behaard dan gebruikelijk bij beervlinders.